# Laan met kastanjebomen in La Celle-Saint-Cloud
Laan met kastanjebomen in La Celle-Saint-Cloud (Frans: Allée de châtaigniers à La Celle-Saint-Cloud, ook bekend als Lisière de la forêt de Fontainebleau) is een schilderij van Alfred Sisley uit 1865. Sinds 1921 maakt het schilderij deel uit van de collectie van het Petit Palais in Parijs.

## Voorstelling
Het bosgebied rondom La Celle-Saint-Cloud was voor Parijzenaars een aantrekkelijke bestemming voor een uitstapje. Ook kunstenaars werkten er graag, zoals Daubigny en Sisley en Renoir, die elkaar troffen in restaurant Le Tourne Bride. Hoewel er geen gedocumenteerd bewijs voor bestaat, zijn er aanwijzingen dat Sisley in mei 1865 in het gebied werkte.
Laan met kastanjebomen in La Celle-Saint-Cloud is het oudste werk dat Sisley zelf van een datum heeft voorzien. Over het jaartal 1865 bestaat toch enige twijfel. In 1867 diende de schilder een werk in voor de Salon dat werd geweigerd. De grote afmetingen zouden erop kunnen duiden dat de Laan met kastanjebomen dat werk is. Ook is er mogelijk een verband met een ander werk dat bij La Celle-Saint-Cloud gemaakt is en door Sisley werd ingediend voor de Salon van 1868. In het museum Ordrupgaard bevindt zich nog een derde werk met hetzelfde thema dat als voorstudie voor de Laan met kastanjebomen kan worden gezien.
Met dit monumentale landschap, waarop zoals vaker bij Sisley menselijke activiteit volledig ontbreekt, sloot de schilder aan bij zijn voorgangers uit de negentiende eeuw. De harmonieuze groene kleuren van de bomen laten de invloed van Corot zien, terwijl de rotsachtige voorgrond die het oog naar de bomen leidt in opzet en kleurgebruik aan Rousseau en Courbet doet denken.

## Herkomst
- 1877: wellicht gekocht door Jean-Baptiste Faure, bariton en kunstverzamelaar.[4]
- 1914: nagelaten aan de echtgenote van zijn zoon Maurice Faure (overleden in 1915).
- 1 februari 1919: verkocht aan Durand-Ruel en Georges Petit.
- 1919: verkocht aan Joseph Duveen.
- 29 december 1921: geschonken aan het Petit Palais.

## Afbeeldingen

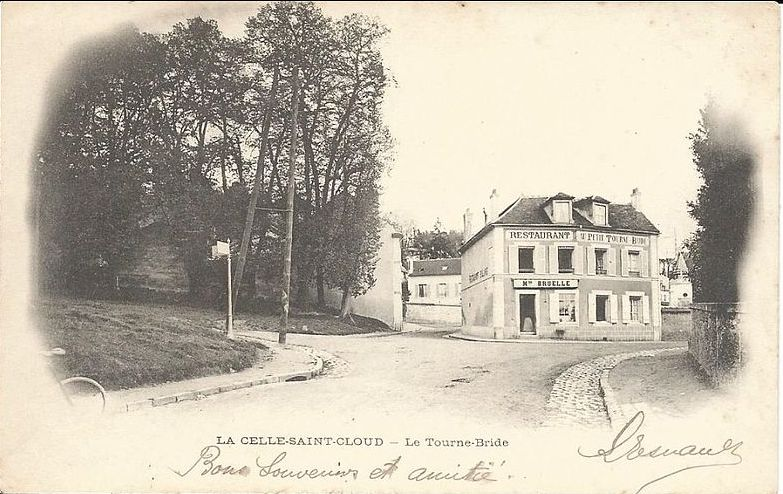
Restaurant Le Tourne-Bride in La Celle-Saint-Cloud
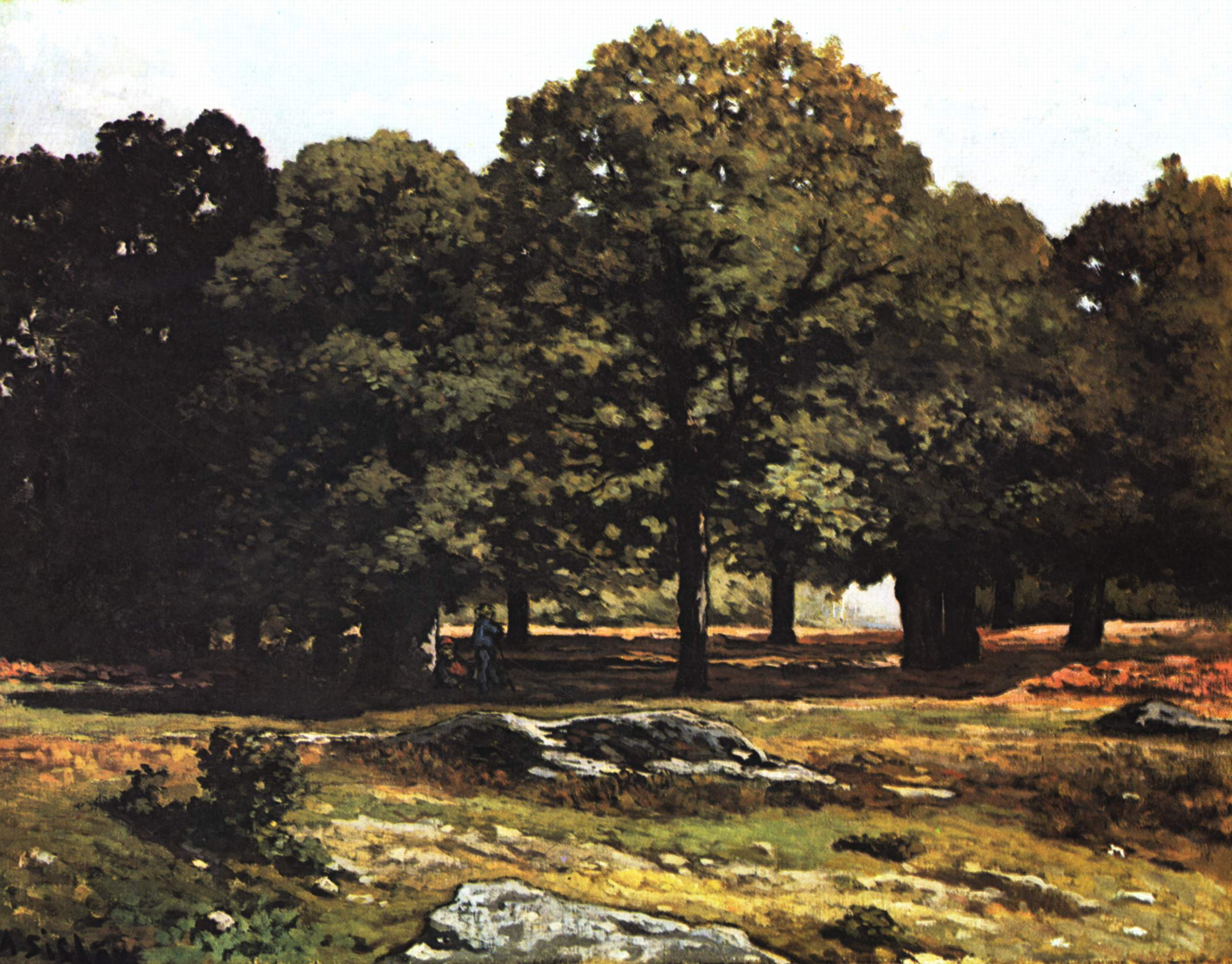
Laan met kastanjebomen in La Celle-Saint-Cloud (1865), Ordrupgaard
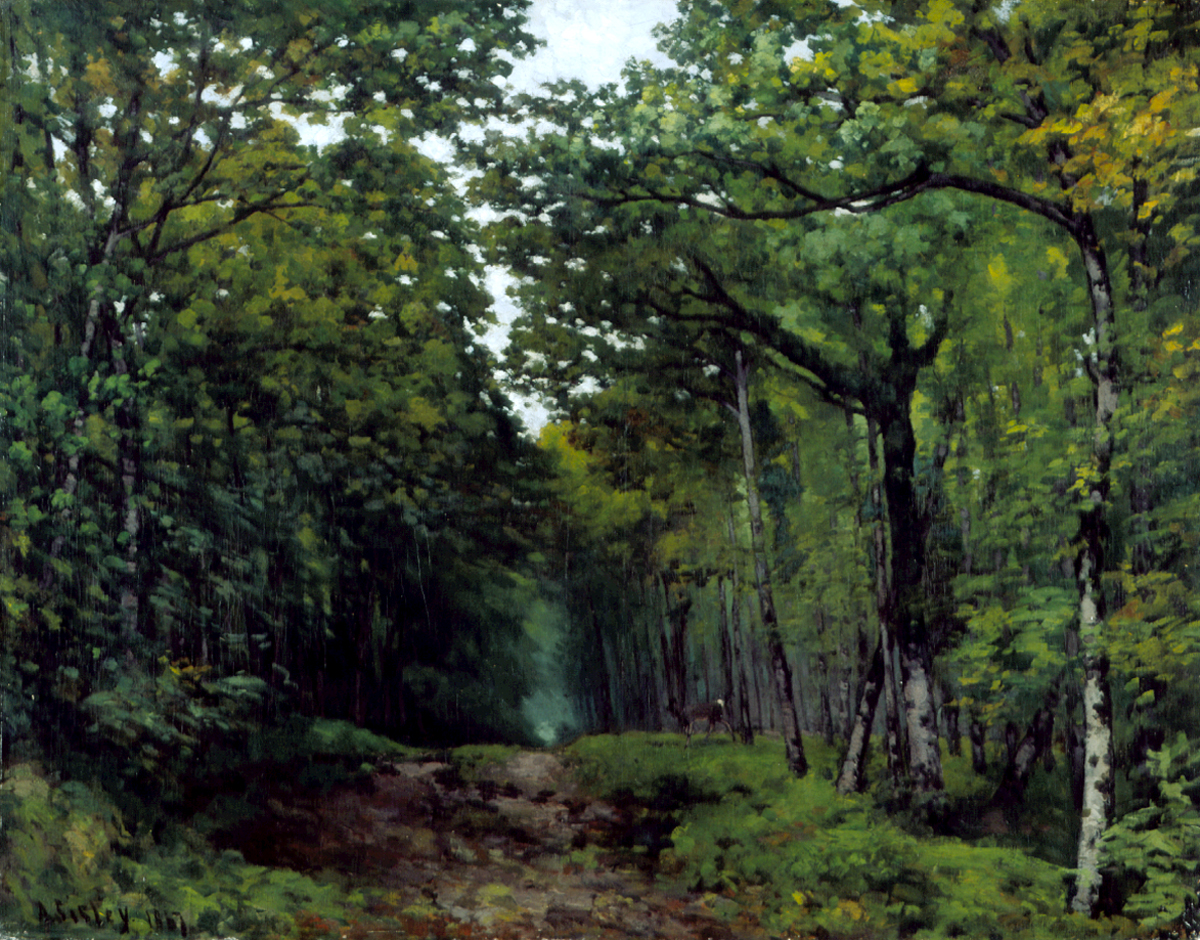
Laan met kastanjebomen in de buurt van La Celle-Saint-Cloud (1867), Southampton City Art Gallery